# 圣曼陀罗
圣曼陀罗（学名：Datura wrightii；英语：sacred datura），是曼陀罗属的一种有毒多年生植物，原产于美国西南部和墨西哥西北部。

## 分类
爱德华·奥古斯特·冯里格尔于1859年从查尔斯·赖特在德克萨斯收集的植物中发现并描述了该物种，并以赖特的名字命名。
其学名常记为Datura meteloides，但这是毛曼陀罗的异名。
在美国的，其常见俗名包括“sacred thorn-apple”或“hairy thornapple”，偶尔也叫“western Jimson weed” 。加利福尼亚人常把它叫做“Indian whiskey”（印第安威士忌），因为许多印第安部落会将其用于宗教仪式上以产生幻觉，这也是为什么它叫“sacred datura”（圣曼陀罗）的原因。其他常见名称包括“Indian apple”、“California jimson weed”、“nightshade”。 通瓦人称之为“manit”，丘马什人称之为“momoy”，墨西哥人称之为“tolguacha”或“toloache”。

## 特征

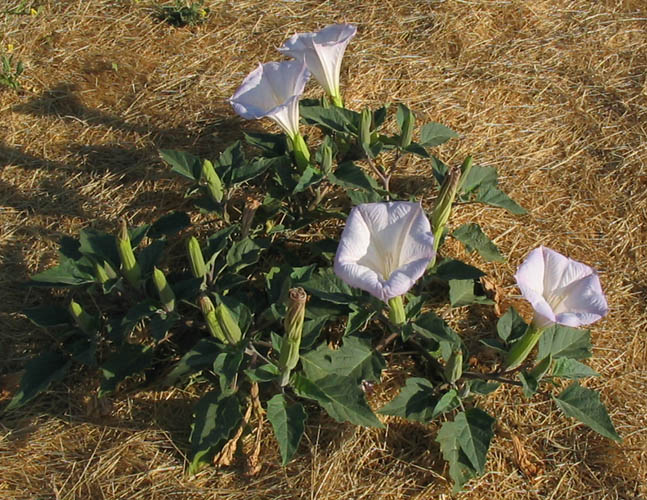
圣曼陀罗

它是一种生长迅速的多年生草本 ，高可达1.5米，开白色（偶尔为紫色）喇叭型花，有香味，花期为四月到十月，结蒴果。

## 分布
它生长于墨西哥北部和毗邻的美国西南部各州，北至犹他州南部，喜好排水良好的沙质土壤。

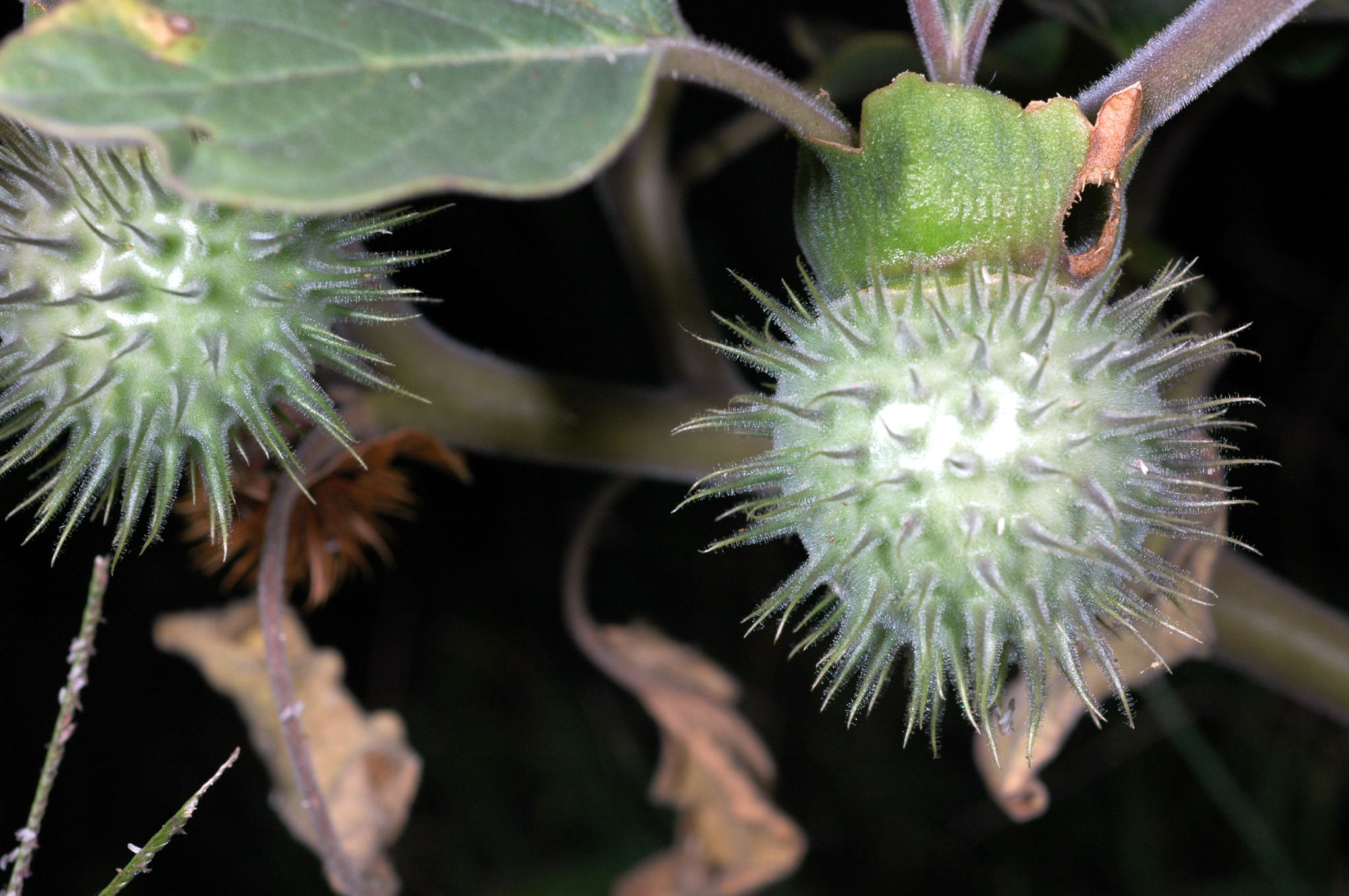
果实

它在澳大利亚新南威尔士州、维多利亚州、南澳大利亚州和西澳大利亚州成为入侵物种。

## 用途
祖尼人用其根磨成的粉作为麻醉藥，也会将根和花粉制成的药膏涂抹在伤口上以促进愈合。
它对一些美國原住民来说是一种神圣的植物，在丘马什人、通瓦人中用于成人礼。当一个丘马什男孩8岁时，他的母亲会给他准备一杯用它制作的药水。这应该为了保证其精神健康，但一些男孩会被这种曼陀罗属植物毒死。祖尼人还将这种植物用于其他各种仪式、魔法和占卜目的。他们会让被抢劫的人咀嚼这种植物的根以确定小偷的身份。祭司用其根粉祈雨。

## 艺术
美国艺术家喬治亞·歐姬芙很喜欢圣曼陀罗，她新墨西哥州的房子周围开满了野生的圣曼陀罗，它们也频繁地出现在她的作品中。2014年，她的一幅圣曼陀罗以4400万美元的价格售出，创下女性艺术家作品的最高成交记录。